# Calquília
Calquília ou Qalqiliya (em árabe: قلقيلية; romaniz.: Qalqilyah) é uma cidade palestina na Cisjordânia. Em 2017, a cidade contava com 51.683 habitantes. Calquília está cercada pelo Muro israelense da Cisjordânia, com apenas uma pequena saída a leste que a conecta com o restante do território do Estado da Palestina. Calquília está sob administração da Autoridade Nacional Palestina, embora sob ocupação militar de Israel. A plantação e o comércio de laranjas formam uma importante parte da economia da cidade, que conta também com o único zoológico da Palestina.

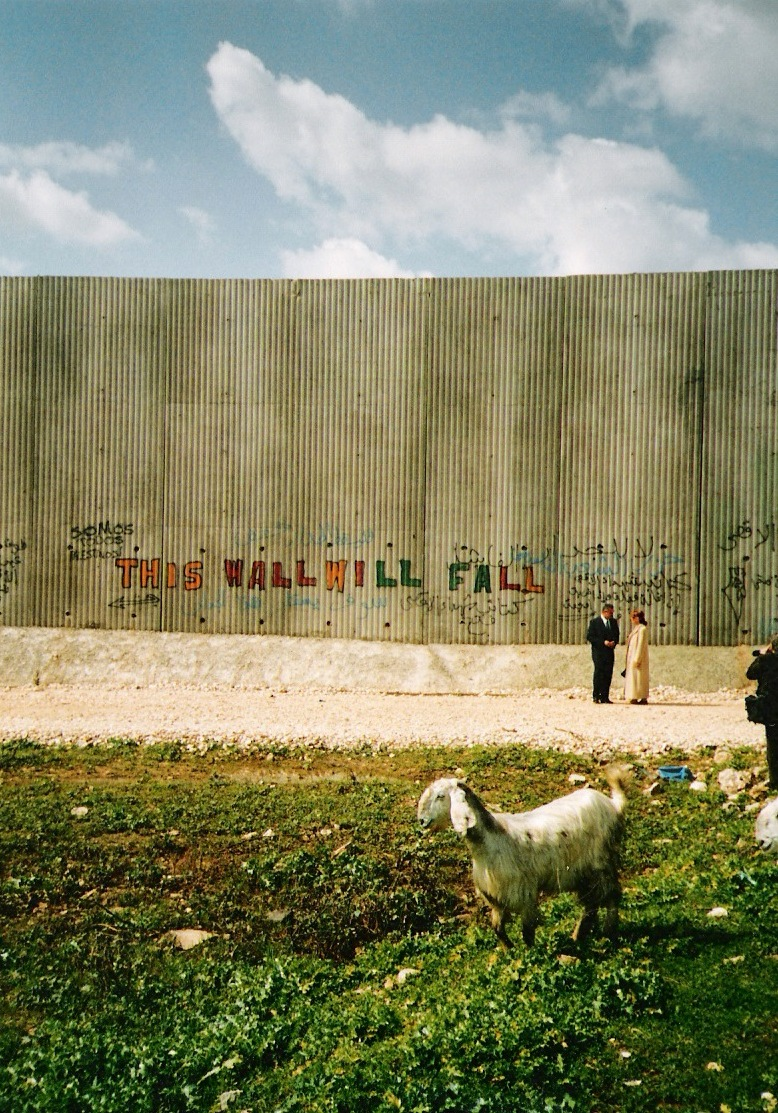
Trecho do muro de separação, em Calquília, 2004